# E-Government-Gesetz (Deutschland)
Das E-Government-Gesetz regelt die Abwicklung geschäftlicher Prozesse im Zusammenhang mit Regieren und Verwalten (Government) mit Hilfe von Informations- und Kommunikationstechniken über elektronische Medien. Es ist als Artikel 1 des Gesetzes vom 25. Juli 2013 erlassen worden.

## Geschichte
Der Deutsche Bundestag hat in seiner 234. Sitzung am 18. April 2013 aufgrund der Beschlussempfehlung und des Berichts des Innenausschusses den von der Bundesregierung eingebrachten Gesetzentwurf nach zweiter und dritter Lesung beschlossen. Der Bundesrat stimmte am 7. Juni 2013 dem Gesetz zu. Das Gesetz trat am 1. August in Kraft.

## Kernpunkte
- Verpflichtung der Verwaltung zur Eröffnung eines elektronischen Kanals und zusätzlich der Bundesverwaltung zur Eröffnung eines De-Mail-Zugangs[1]
- Grundsätze der elektronischen Aktenführung und des ersetzenden Scannens
- Erleichterung bei der Erbringung von elektronischen Nachweisen und der elektronischen Bezahlung in Verwaltungsverfahren
- Erfüllung von Publikationspflichten durch elektronische Amts- und Verkündungsblätter
- Verpflichtung zur Dokumentation und Analyse von Prozessen
- Regelung zur Bereitstellung von maschinenlesbaren Datenbeständen durch die Verwaltung

## Hintergrund
Die Bundesregierung sowie der Bundestag haben schon seit längerem die Notwendigkeit sowie die Vorteile der IT erkannt und bemühen sich, die Entwicklung in diesen Bereichen zum Nutzen der öffentlichen Verwaltung einzusetzen.
Das Gesetz sowie die am 8. April 2014 vom Bundeskabinett beschlossenen Eckpunkte für das Programm „Digitale Verwaltung 2020“ sprechen für den Entschluss, in Leistungs-, aber auch in Unterstützungsprozessen mehr IT-Unterstützung zu implementieren. Das Ziel dieser Digitalisierungsmaßnahmen ist es, die elektronische Kommunikation mit der Verwaltung zu erleichtern und Bund, Ländern und Kommunen zu ermöglichen, einfachere, nutzerfreundlichere und effizientere elektronische Verwaltungsdienste anzubieten.
Mit dem Gesetz wird es für die Bundesbehörden unabwendbar sein, ihre Unterstützungsprozesse ab August 2013 auf IT-Lösungen umzustellen.
Laut mehreren Studien gibt es eine Menge an Unterstützungsprozessen in der Bundesverwaltung, die keinen direkten Bezug zum Bürger haben. Es verbirgt sich in diesen Unterstützungsprozessen der Bundesverwaltung sehr viel Optimierungspotenzial, welches durch solche IT-Fortschritte der Regierung, wie das Gesetz zur Förderung der elektronischen Verwaltung, angesprochen wird.
Mit Einführung des E-Government-Gesetzes sollen bundesrechtliche Hürden abgeschafft werden, um elektronische Kommunikation zwischen Bürgern oder Unternehmen und einer Behörde zu vereinfachen.
Gleiches gilt für die Kommunikation innerhalb der Behörden.

## Aufbau

### Geltungsbereich
Dieses Gesetz gilt für die öffentlich-rechtliche Verwaltungstätigkeit der Behörden des Bundes einschließlich der bundesunmittelbaren Körperschaften, Anstalten und Stiftungen des öffentlichen Rechts. Das Gesetz gilt zudem für die Behörden der Länder sowie der Aufsicht des Landes unterstehenden juristischen Personen des öffentlichen Rechts, wenn sie Bundesrecht ausführen (§ 1 EGovG).
Es gilt nicht für die Strafverfolgung, die Verfolgung und Ahndung von Ordnungswidrigkeiten, die Rechtshilfe für das Ausland in Straf- und Zivilsachen, die Steuer- und Zollfahndung und für Maßnahmen des Richterdienstrechts, Verfahren vor dem Deutschen Patent- und Markenamt und die Verwaltungstätigkeit nach dem Zweiten Buch Sozialgesetzbuch.

### Elektronischer Zugang zur Verwaltung
Jede Behörde ist verpflichtet, elektronische Übermittlung der Daten zu ermöglichen, einschließlich der elektronischen Signatur. Ausnahme: Wenn die Behörde des Bundes keinen Zugang zu dem zentral für die Bundesverwaltung angebotenen IT-Verfahren hat, dann kann sie auch keinen anbieten (§ 2 EGovG).

### Information zu Behörden und über ihre Verfahren in öffentlich zugänglichen Netzen
Alle Bundesbehörden sind verpflichtet, kontaktrelevante Informationen in öffentlich zugänglichen Netzen in einer verständlichen Sprache zur Verfügung zu stellen. Für die Gemeinden und Gemeindeverbände gilt dies nur, wenn es durch Landesrecht angeordnet ist (§ 3 EGovG).

### Elektronische Bezahlmöglichkeiten
Die Behörde muss mindestens eine Möglichkeit der üblichen und sicheren E-Zahlung anbieten (§ 4 EGovG). Rechnungen nach der Erfüllung öffentlicher Aufträge sind elektronisch zu stellen und zu verarbeiten (§ 4a EGovG). Hierzu regelt die E-Rechnungsverordnung (ERechV) Einzelheiten.

### Nachweise
Die Nachweise können in digitaler Form erbracht werden, sofern sie mit einer digitalen Signatur versehen sind. Wenn aber aus einem ersichtlichen Grund die Behörde ein Original verlangt, muss es vorgelegt werden. § 5 EGovG ist die Grundlage für die Übermittlung von Daten zwischen Behörden in digitaler Form.

### Elektronische Aktenführung
Die Behörden des Bundes sollen ihre Akten elektronisch führen. Dies gilt nicht, wenn die Digitalisierung einen zu hohen Aufwand erfordert oder es nicht wirtschaftlich ist oder die E-Akte nicht ordnungsgemäß geführt werden kann. Die elektronische Aktenführung dient der effizienten und simultanen Bearbeitung von Informationen, unabhängig vom Ort der Bearbeitung (§ 6 EGovG).

### Übertragen und Vernichten des Papieroriginals
Die Papieroriginale müssen in die elektronische Form umgewandelt, z. B. eingescannt und in die E-Akte aufgenommen werden. Danach werden die Papiere vernichtet oder dem Besitzer zurückgegeben. Davon kann abgesehen werden, wenn es zu teuer oder zu kompliziert wird, die Dokumente zu digitalisieren (§ 7 EGovG).

### Akteneinsicht
Es gibt gem. § 8 EGovG vier Möglichkeiten, Akteneinsicht zu gewähren:
- durch Zurverfügungstellen eines Aktenausdrucks,
- durch Bildschirmwiedergabe der elektronischen Dokumente,
- durch Übermittlung elektronischer Dokumente oder
- durch Gestattung des elektronischen Zugriff auf den Inhalt der Akten.

### Optimierung von Verwaltungsabläufen und Information zum Verfahrensstand
Die Verwaltung soll alle ihre elektronischen Verfahren dokumentieren, denn diese Dokumentation dient zur Analyse und Verbesserung der Abläufe der Verfahren (§ 9 EGovG).

### Umsetzung von Standardisierungsbeschlüssen des IT-Planungsrates
Fasst der Planungsrat für die IT-Zusammenarbeit der öffentlichen Verwaltung zwischen Bund und Ländern (IT-Planungsrat) einen Beschluss, so beschließt der Rat der IT-Beauftragten der Bundesregierung (IT-Rat) die Umsetzung dieses Beschlusses innerhalb der Bundesverwaltung (§ 10 EGovG).

### Gemeinsame Verfahren
Gemeinsame Verfahren sind automatisierte Verfahren, die mehreren verantwortlichen Stellen im Sinne des Bundesdatenschutzgesetzes die Verarbeitung personenbezogener Daten in oder aus einem Datenbestand ermöglichen.
Anwenden gemeinsamer Verfahren ist nur zulässig, wenn dies unter Berücksichtigung der schutzwürdigen Interessen der Betroffenen und der Aufgaben der beteiligten Stellen angemessen ist (§ 11 EGovG).

### Anforderungen an das Bereitstellen von Daten, Verordnungsermächtigung
Das Gesetz besagt, es sind grundsätzlich maschinenlesbare Formate zu verwenden, falls Daten digital zur Verfügung gestellt werden (§ 12 EGovG). Ein Format ist maschinenlesbar, wenn die enthaltenen Daten durch Software automatisiert ausgelesen und verarbeitet werden können (z. B. XML).

### Elektronische Formulare
Amtlich vorgesehene Unterschriftsfelder allein ordnen noch keine Schriftform an, sie entfallen im elektronischen Verkehr (§ 13 EGovG).

### Georeferenzierung
Eine bundesweit einheitlich festgelegte direkte Georeferenzierung wird in § 14 EGovG festgelegt, um diese von Seiten der Verwaltung zu nutzen. Wird ein elektronisches Register aufgebaut mit Standortdaten, wie z. B. Grundstücksregister, müssen die Daten des Gebietes mit in das Register einfließen.

### Amtliche Mitteilungs- und Verkündungsblätter
Publikationen werden normalerweise im Mitteilungs- oder Verkündungsblatt des Bundes, Landes oder der Gemeinde veröffentlicht (§ 15 EGovG). Dies kann auch elektronisch geschehen mit der Auflage, dass alle Bürger Zugang zu dieser Plattform haben.

### Barrierefreiheit
Die Behörden des Bundes sollen die barrierefreie Ausgestaltung der elektronischen Kommunikation und der Verwendung elektronischer Dokumente nach § 4 BGG in angemessener Form gewährleisten (§ 16 EGovG). Alle digitalen Daten müssen barrierefrei ausgestaltet werden.

## Die Situation in den Bundesländern
Ein Teil der Länder haben ihre Verwaltungsverfahrensgesetze im ersten Schritt abgeändert, um im Verwaltungshandeln eine gute Grundlage für die elektronische Verwaltung zu bieten.
- Baden-Württemberg: Gesetz zur Förderung der elektronischen Verwaltung des Landes Baden-Württemberg (E-Government-Gesetz Baden-Württemberg) vom 17. Dezember 2015 (GBl. 2015, 1191).
- Bayern: Gesetz über die elektronische Verwaltung in Bayern (Bayerisches E-Government-Gesetz – BayEGovG) vom 22. Dezember 2015 (GVBl S. 458) – zum 1. August 2022 abgelöst durch das Gesetz über die Digitalisierung im Freistaat Bayern (Bayerisches Digitalgesetz – BayDiG)
- Berlin: Gesetz zur Förderung des E-Government (Berliner E-Government-Gesetz – EGovG Bln) vom 30. Mai 2016 (GVBl Bln S. 282)[5]
- Brandenburg: Gesetzentwurf Brandenburgisches E-Government-Gesetz vom 14. Mai 2018.[6]
- Bremen: Gesetz zur Förderung der elektronischen Verwaltung in Bremen vom 20. März 2018 (Brem.GBl. 2018, 44)[7], sowie Anpassung des Verwaltungsverfahrensgesetzes
- Hamburg: nicht bekannt
- Hessen: Gesetz zur Förderung der elektronischen Verwaltung und zur Änderung verwaltungsverfahrens- und verwaltungsvollstreckungsrechtlicher sowie datenschutzrechtlicher Vorschriften und glücksspielrechtlicher Zuständigkeiten vom 12. September 2018 (GVBl. 2018, S. 570)
- Mecklenburg-Vorpommern: Gesetz zur Förderung der elektronischen Verwaltungstätigkeit in Mecklenburg-Vorpommern vom 25. April 2016 (E-Government-Gesetz Mecklenburg-Vorpommern – EGovG M-V)
- Niedersachsen: Niedersächsisches Gesetz über digitale Verwaltung und Informationssicherheit (NDIG) vom 24. Oktober 2019 (Nds. GVBl. 2019, 291)
- Nordrhein-Westfalen: Gesetz zur Förderung der elektronischen Verwaltung in Nordrhein-Westfalen (E-Government-Gesetz Nordrhein-Westfalen – EGovG NRW) (Art. 1 G vom 8. Juli 2016, GV. NRW. S. 551)
- Rheinland-Pfalz: Landesgesetz zur Förderung der elektronischen Verwaltung in Rheinland-Pfalz (E-Government-Gesetz Rheinland-Pfalz – EGovGRP) vom 15. Oktober 2020 (GVBl. 2020, 573)

- Saarland: Gesetz zur Förderung der elektronischen Verwaltung im Saarland (E-Government-Gesetz Saarland – E-GovG SL) vom 15. November 2017
- Sachsen: Gesetz zur Förderung der elektronischen Verwaltung im Freistaat Sachsen (Sächsisches E-Government-Gesetz – SächsEGovG) (Art. 1 G vom 9. Juli 2014, SächsGVBl. S. 398)
- Sachsen-Anhalt: Änderung und Anpassung des Landesverwaltungsrecht, Entwurf eines Gesetzes zur Förderung der elektronischen Verwaltung des Landes Sachsen-Anhalt (E-Government-Gesetz Sachsen-Anhalt – EGovG LSA) vom 19. September 2017[8]
- Schleswig-Holstein: Gesetz zu elektronischen Verwaltung für Schleswig-Holstein vom 8. Juli 2009[9]
- Thüringen: Thüringer Gesetz zur Förderung der elektronischen Verwaltung (Thüringer E-Government-Gesetz -ThürEGovG -) vom 10. Mai 2018[10]